# Mudukulattūr
Mudukulattūr är en ort i Indien.   Den ligger i distriktet Rāmanāthapuram och delstaten Tamil Nadu, i den södra delen av landet, 2 100 km söder om huvudstaden New Delhi. Mudukulattūr ligger 28 meter över havet och antalet invånare är 14 229.
Terrängen runt Mudukulattūr är mycket platt. Runt Mudukulattūr är det ganska tätbefolkat, med 192 invånare per kvadratkilometer. Mudukulattūr är det största samhället i trakten. Trakten runt Mudukulattūr består till största delen av jordbruksmark.